# Plano plurianual
O Plano Plurianual (PPA), no Brasil, previsto no artigo 165 da Constituição Federal e regulamentado pelo Decreto 2.829, de 29 de outubro de 1998 (revogado pelo Decreto 10.179, de 2019)  é um plano de médio prazo, que estabelece as diretrizes, objetivos e metas a serem seguidos pelo Governo Federal, Estadual ou Municipal ao longo de um período de quatro anos.
É aprovado por lei quadrienal, sujeita a prazos e ritos diferenciados de tramitação. Tem vigência do segundo ano de um mandato presidencial até o final do primeiro ano do mandato seguinte. Também prevê a atuação do Governo, durante o período mencionado, em programas de duração continuada já instituídos ou a instituir no médio prazo.
Com a adoção deste plano, tornou-se obrigatório o Governo planejar todas as suas ações e também seu orçamento de modo a não ferir as diretrizes nele contidas, somente devendo efetuar investimentos em programas estratégicos previstos na redação do PPA para o período vigente. Conforme a Constituição, também é sugerido que a iniciativa privada volte suas ações de desenvolvimento para as áreas abordadas pelo plano vigente.
O PPA é dividido em planos de ações, e cada plano deverá conter: objetivo, órgão do Governo responsável pela execução do projeto, valor, prazo de conclusão, fontes de financiamento, indicador que represente a situação que o plano visa alterar, necessidade de bens e serviços para a correta efetivação do previsto, ações não previstas no orçamento da União, regionalização do plano, etc.
Cada um desses planos (ou programas), será designado a uma unidade responsável competente, mesmo que durante a execução dos trabalhos várias unidades da esfera pública sejam envolvidas. Também será designado um gerente específico para cada ação prevista no Plano Plurianual, por determinação direta da Administração Pública Federal. O decreto que regulamentou o PPA prevê que sempre se deve buscar a integração das várias esferas do poder público (federal, estadual e municipal), e também destas com o setor privado.
A cada ano, será realizada uma avaliação do processo de andamento das medidas a serem desenvolvidas durante o período quadrienal – não só apresentando a situação atual dos programas, mas também sugerindo formas de evitar o desperdício de dinheiro público em ações não significativas. Sobre esta avaliação é que serão traçadas as bases para a elaboração do orçamento federal anual.
A avaliação anual poderá se utilizar de vários recursos para sua efetivação, inclusive de pesquisas de satisfação pública, quando viáveis.
Embora teoricamente todos os projetos do PPA sejam importantes e necessários para o desenvolvimento sócio-econômico do Brasil, dentro dele já são estabelecidos projetos que detêm de maior prioridade na sua realização.
Pode-se afirmar que o Plano Plurianual faz parte da política de descentralização do governo federal, que já é prevista na Constituição vigente. Nas diretrizes estabelecidas em cada plano, é fundamental a participação e apoio das demais esferas da administração pública, que sem dúvida têm mais conhecimento dos problemas e desafios que são necessários enfrentar para o desenvolvimento sustentável local.